# Фридерика Саксен-Гота-Альтенбургская (1675—1709)
Фридерика Саксен-Гота-Альтенбургская (нем. Friederike von Sachsen-Gotha-Altenburg; 24 марта 1675, Гота — 28 мая 1709, Карловы Вары) — принцесса Саксен-Гота-Альтенбургская, в замужестве княгиня Ангальт-Цербстская.

## Биография
Фридерика — дочь герцога Фридриха I Саксен-Гота-Альтенбургского и его супруги Магдалены Сибиллы, дочери герцога Августа Саксен-Вейсенфельского.
После смерти отца в 1691 году Фридерика проживала со своей мачехой Кристиной Баден-Дурлахской в Альтенбургском дворце. Когда в 1693 году брат Фридерики Фридрих II был объявлен совершеннолетним и пришёл к власти, она вернулась к готскому двору и оказывала брату поддержку в управлении герцогством вплоть до своего замужества.
25 мая 1702 году в Цербсте Фридерика вышла замуж за будущего князя Ангальт-Цербста Иоганна Августа, став и для него хорошей советчицей в вопросах управления. Счастливый брак продлился семь лет до смерти Фридерики, не оставившей Иоганну Августу наследников.